# バク (おねがいマイメロディ)
バクは、テレビアニメ『おねがいマイメロディ』シリーズに登場するキャラクター。本作主役キャラクター・マイメロディと敵対するライバルキャラクター・クロミに付き従う子分的存在である。声優は前田登（はりけ〜んず）。

## プロフィール
- 誕生日は2月29日 （うるう年）。
- 本名はバク一郎。クロミのお供の紫色のバク。体の形と色から「なすび」と言われるが、自覚はしている。語尾は、バク母の実家の口癖がうつり「〜ゾナ」。「人生勝ち組」が口癖。一人称は主に「バク」（「俺」「僕」と言うこともある）。好きな食べ物は、たこ焼きと焼き鳥（串に刺さった食べ物が好き）、おでんの魚肉ソーセージ。
- ラテン文字表記はBaku。

### マリーランド時代
大家族の長男として、共働きの両親の代わりに弟たちの世話をしていた。ある日、バク父と喧嘩し浜辺で一人泣いていると、クロミと出会い、ハンカチを差し出され元気付けられ、クロミに一生ついて行くことを決心した。
『きららっ★』の出来事から数か月後の後、クロミが裁かれることになり、法廷に乱入してクロミを弁護する。それを聞いた裁判官がバクも裁こうとしたとき、クロミがバクを庇うために強く否定、判決でクロミはお城の反省室に入ることになるが一緒にいたい気持ちですぐに調理場のパンを盗り、クロミと共に反省室に入れられた。隙を見計らいクロミと共にお城から脱走。

### マイメロとの関係
マイメロとはクロミの子分という立場上敵対しているものの、バク自身はクロミほどマイメロを敵視しているわけではない。そのため、クロミの悪夢魔法が暴走してピンチになると、敵同士という間柄を無視し助けを求めたり、黒音符が関係している面でなければ普通に会話をすることもある。またクロミにバクノートが見つかり喧嘩別れしたとき、行く当ての無いバクを、マイメロが夢野家に招いてくれたこともある。

### 夢ヶ丘市での生活

#### 夢ヶ丘市でのクロミとの日常
背中にクロミを乗せ空を飛び、夢のにおいを探す。クロミとの会話は漫才じみており、人間からは「漫才コンビ」「デカナス」「なすび」「ぼけなすび」と呼ばれる。クロミにいじめられ、突っ込みをいれたりして口答えすると、色々と突っ込まれる。
居候先の柊家ではクロミと同じ部屋だが、部屋の隅に建てた「バク小屋」で寝る。バクだけ、柊兄弟から生活費を請求されるため、アルバイトをして支払うが、払わなくてもよいクロミの分も払う。アルバイトで得たお金は、バクの形をした貯金箱に貯めている。クロミの生活費がバクの家計に影響し、財布にお金がないことに気づかず店でたこ焼きを食べたため店主に捕まり、気絶していたクロミと共に警察に突き出された。

#### バクの一日
朝4時起床、新聞配達のアルバイトから一日が始まる。早朝の爽やかを感じつつ、ジョギングしながら配達を行う。夢野家にも配達し、新聞を受け取るマイメロと挨拶する。朝食後、クロミを静かにさせ家事をこなす。午後までの短い自由時間は、日課とした幼稚園児の相手、老人の将棋友達などのボランティアに精を出し、倹約のために路上ティッシュを回収する。午後からはクロミに昼食を食べさせた後、黒音符集めをし、夜はおでん屋台にて親父相手に愚痴をこぼす。

### 能力
バク族の能力に関してはおねがいマイメロディ#物語の舞台設定と用語を参照。
料理や掃除など家事が得意。弟たちの世話をしていたため、子育てについては「下手な育児所よりよっぽどノウハウがある」と自負する。手先が器用で、造花の内職や裁縫もできる。香取のお菓子対決で健康的なお菓子「なすびパイ」を作るが不評だった。毎朝の新聞配達で、新聞の人間界の文字が目に入るうちに、書かれている文字を読めるようになった。
かなり芸達者で、黒音符を手に入れるための衣装に凝り、クロミと合体し人間大のコスプレもする。ダジャレが解り、夢野家では雅彦と意気投合した。演歌好きで持ち歌は「愛・終列車」。
体が丈夫で回復が早い。鮫に食べられ溶かされかけたこともある。復活したダークパワーの精のビーム攻撃が直撃し黒焦げになったときは、クロミがドリームパワーの歌を歌うときには元に戻り、歌の扮装をしていた。体が焦げると、焼き茄子の匂いがする。

### 性格
非常に我慢強く忍耐強い。そのため、クロミにどんなことをされてもめげないのだが、いつもと違うときには違和感を覚える。基本的にクロミの一挙一動全てを肯定しているが、ダーちゃんに支配されたクロミが世界のために涙を飲んで犠牲になろうとするも、クロミノートを読んだマイメロが自分の行いを認め、自分をタンスに仕舞おうとすることで再びダーちゃんに支配された時は、クロミの心変わりの早さに泣きながら幻滅していた。『すっきり♪』以降では留学した恵一から連絡を一切貰えないクロミを哀れに思いつつも、日々重度と化すクロミの妄想癖には嘆き呆れており、終いにはその妄想癖やあらぬ誤解から、より一層マイメロを逆恨みするようになったクロミに対し、「もうフォローしきれない」などと突っ込みを入れることが増えてきた。
好きなものには一途に尽くす。クロミが本当は優しい人と分かっていて、自分を「クロミ様の忠実なるナイト」（自称「バク・ホーヘンベルク・フォン・シュトロハイム」）と言うように、クロミの幸せが自分の幸せで、彼女を諦めず守ろうとする。
困った人がいると放っておけず、努力が報われない想いも経験しているので、同じような人がいると同情し涙を流れる。親兄弟を大切にして喜んで弟たちの世話をし、造花の内職で弟たち食費を稼ぐ。
悪夢騒動で、「みんな主役になればいい」と言い放った幼稚園の千佳先生を真っ向から否定。「脇役がいるからこそ主役が活きる」という自らの意見を、主張。その結果、幼稚園の演劇はバクが主役になった。
父と同じように女好きなので、特にテニス選手チャラポワに夢中だが、真菜だけは苦手。悪夢騒動では、リングネーム「バク・ザ・ナスビーニョ」と名乗り、「ニンジン頭」こと真菜に戦いを挑むが、軽く一蹴された。また、柊恵一を快く思っていない。
食い意地に少々意地汚いところがあり、アホ御殿から飛び出る巨大な甘エビの寿司をキャッチしようとして失敗した時にはひどく落ち込んだり、クロミを下敷きにしてることに気付かず、エビフライを食べることに執着していた。
あくまでクロミへの感情は忠誠心であるが、恵一にクロミがキスされる場面では本気で悔し涙を流したり、イケメンになってクロミから求愛を受ける妄想をするなど一筋縄ではない模様。またクルミ・ヌイに変身したクロミを見て「惚れ直した」などと発言している。クロミはバクを友人としては好きだが、恋愛対象としてはこの世で最も醜い存在として嫌悪している。

### 夢
苦労している分、勝ち組になりたい。そして女の子にモテるのが夢らしく、テレビの懸賞で当てた携帯電話に、いつでも女の子の電話番号を登録できるようにしている。デートプランも用意周到に考えていた。
バク母とイケメン男「イチロウ」が一緒に写った写真を見て、自分が昔「バクの刑」をうけてバクに変えられた人間と誤解し、イケメンになることに執着していたが、ナスビの神様から産まれたときからバク族だったと聞かされた。その後、神様は空に輝く「負け犬の星」を指し、「お前はイケメンなど目指さず、負け犬の道を極め、負け犬の星になれば、道は開ける」と言われた。それを聞いたバクは、負け犬の星になることを決意した。
初詣でなすびの神様に「打倒勝ち組のために力がほしい」と願うと、「負け犬オーラを集め、メーターがフル充填され輝くとき、願いが叶う」という負け犬メーターを与えられた。バクは、柿崎や柊潤たちから「負け犬オーラ」を集め（オーラを抜かれた人は明るく前向きで元気になる）、フル充填後に「ナスビ仮面」に変身し、「見えるゾナ見えるゾナ、救いを求める負け犬たちのどんよりしたオーラが、輝きたいと願う切ない気持ちが。ポリフェノールたっぷり。ナスビ仮面、ただ今参上！」という前口上とともに、紫色の足漕ぎ車で登場する。その後、ウサミミ仮面に戦いを挑むが、メーターが0になり、負けてしまう。その後、“負け犬の可能性”を研究し始めた。まず、「負け犬オーラ」の研究を行う。自分が負け犬と認識している男たちの生写真を集め、設計した実験装置に入れて写真から“ダシ”を抽出し、“エキス”を試験管に集めた。それを2本飲みメーターを増加させている。
クロミが喜ぶ姿を見たいために、バクは悪夢魔法や音符回収の協力しているが、歌からダークパワーの本当の力を教えられ、自分たちが大変なことをしていることに驚愕する。100個目を目前に、マリーランドや家族を守るためにクロミにどう説明するべきか、大きな悩みを抱えた。黒音符を100個集めた後でようやくクロミに本当のことを教え、恵一の手に黒音符が渡らぬようクロミと共にどこかへ逃避しようとしていたが、恵一に気づかれ、溜め込んだ黒音符を奪われた。

## バクのアイテム
ハンカチ
酷いことや悔しいことに耐え抜くときに、噛みしめて泣けるようにしている。
バクノート
内容はクロミや恵一から受けたつらい仕打ちを書き込んでいる。クロミが怒りでバク小屋を放り投げ壊したときに、クロミに発見された。クロミと外出中に恵一に奪われ、ダークパワーの情報との取引材料にされたあげく燃やされる。最初のダークパワー事件解決後、お城の反省室で新しいノートを作り上げた。
バク小屋
壁に家具や花瓶を書いており、持ち物を風呂敷に収納。朝が早いため目覚まし時計を置いている。壁に「チャラポワちゃん」ポスターを貼っていたが、クロミに破られ、代わりにレディース姿のクロミのポスターを貼っている。
バク型貯金箱
バクの姿をした貯金箱。新聞配達などして稼いだお金を、この貯金箱に貯めていた。一度、柊潤のお気に入りのギターが壊されたときに、新しいギターの資金を提供するために、クロミに割られてしまう。その後、サンタクロースから新しい貯金箱をプレゼントされた。
チャラポワちゃんグッズ
バクの大好きで癒されている女性テニスプレーヤー。ポスターは失ったが、サンタクロースから念願の電動フィギュアをプレゼントされた。
負け犬メーター
なすびの神様から与えられた変身アイテム。負け犬から発生する「負け犬オーラ」を一定量を集めることでバクは「ナスビ仮面（外見はほとんど変わらない）」に変身できる。メーターは複数あり、バクはバレンタインデーに大量の負け犬オーラを集めていたこともある。